# Ciona savignyi
Ciona savignyi is een zakpijpensoort uit de familie van de Cionidae. De wetenschappelijke naam van de soort werd in 1882 voor het eerst geldig gepubliceerd door Herdman.

## Beschrijving
Ciona savignyi is een solitaire, fles- of vaasvormige zakpijp die kan uitgroeien tot een lengte van ongeveer 15 cm. De basis is meestal breder en permanent bevestigd aan een hard substraat. De buitenste laag van de mantel is zacht en geleiachtig, doorschijnend, witachtig of crèmekleurig. De spierbanden en inwendige organen zijn vaak door de mantel heen te zien. Aan het smallere, vrij uiteinde bevindt zich een buccale sifon waardoor water in het dier wordt gezogen. Deze opening is omrand door acht geelgerande lobben met elk een oranjerode vlek. Aan de zijkant, niet ver van de buccale sifon, bevindt zich een atriale sifon waaruit water wordt gepompt. Dit heeft zes vergelijkbare gele lobben met rode vlekken. Vijf tot zeven spierbanden lopen in lengterichting langs de  mantel en de sifons kunnen worden ingetrokken als er gevaar dreigt. 
Deze soort kan worden aangezien voor de sterk gelijkende doorschijnende zakpijp (C. intestinalis), maar C. savignyi heeft witte vlekken in de mantelwand die C. intestinalis niet heeft. Evenmin heeft C. intestinalis een roodachtige kleur geassocieerd met zijn buccale sifon.
Ciona savignyi is een filtervoeder. Voedselrijk water dat via de buccale sifon wordt aangezogen, gaat door een slijmvlies heen waar planktondeeltjes worden opgevangen. Periodiek wordt dit opgerold en ingeslikt, waarna een nieuw vlies wordt uitgescheiden. Het water wordt uitgestoten via de atriale sifon.

## Voortplanting
Net als andere zakpijpensoorten is Ciona savignyi tweeslachtig, ofwel hermafrodiet. Echter, de mannelijke en vrouwelijke geslachtsklieren rijpen niet gelijktijdig, dus normaal gesproken kunnen ze zichzelf niet bevruchten. De gameten (geslachtscellen) worden vrijgegeven in de zee en na de bevruchting komen uit de eieren kikkervisje-achtige larven. Deze hechten zich na enkele dagen ontwikkeling permanent vast aan een stevige ondergrond en ondergaan vervolgens een metamorfose tot volwassen zakpijpen.

## Verspreiding
Ciona savignyi lijkt inheems te zijn in Japan en mogelijk in de wateren van Alaska en Brits-Columbia. Geïntroduceerde populaties werden voor het eerst gemeld aan de westkust van Noord-Amerika in 1985 in de haven van Long Beach, Zuid-Californië. Sindsdien is deze soort gemeld in een aantal locaties in het zuiden, midden en noorden van Californië. Deze invasieve soort is overvloedig aanwezig in zee- en jachthavens en werd waarschijnlijk verspreid door aangroei op commerciële en recreatieve schepen.